# 広州塔
広州塔（こうしゅうとう）は、中国広東省広州市海珠区の赤崗塔近くの珠江南岸にある電波塔である。全高（尖塔高）600.0m、棟高（塔本体の地上高）454.0m。日本語では広州タワーとも呼ばれる。
2009年9月に竣工。2010年9月28日に一般公開が始まった。

## 呼称

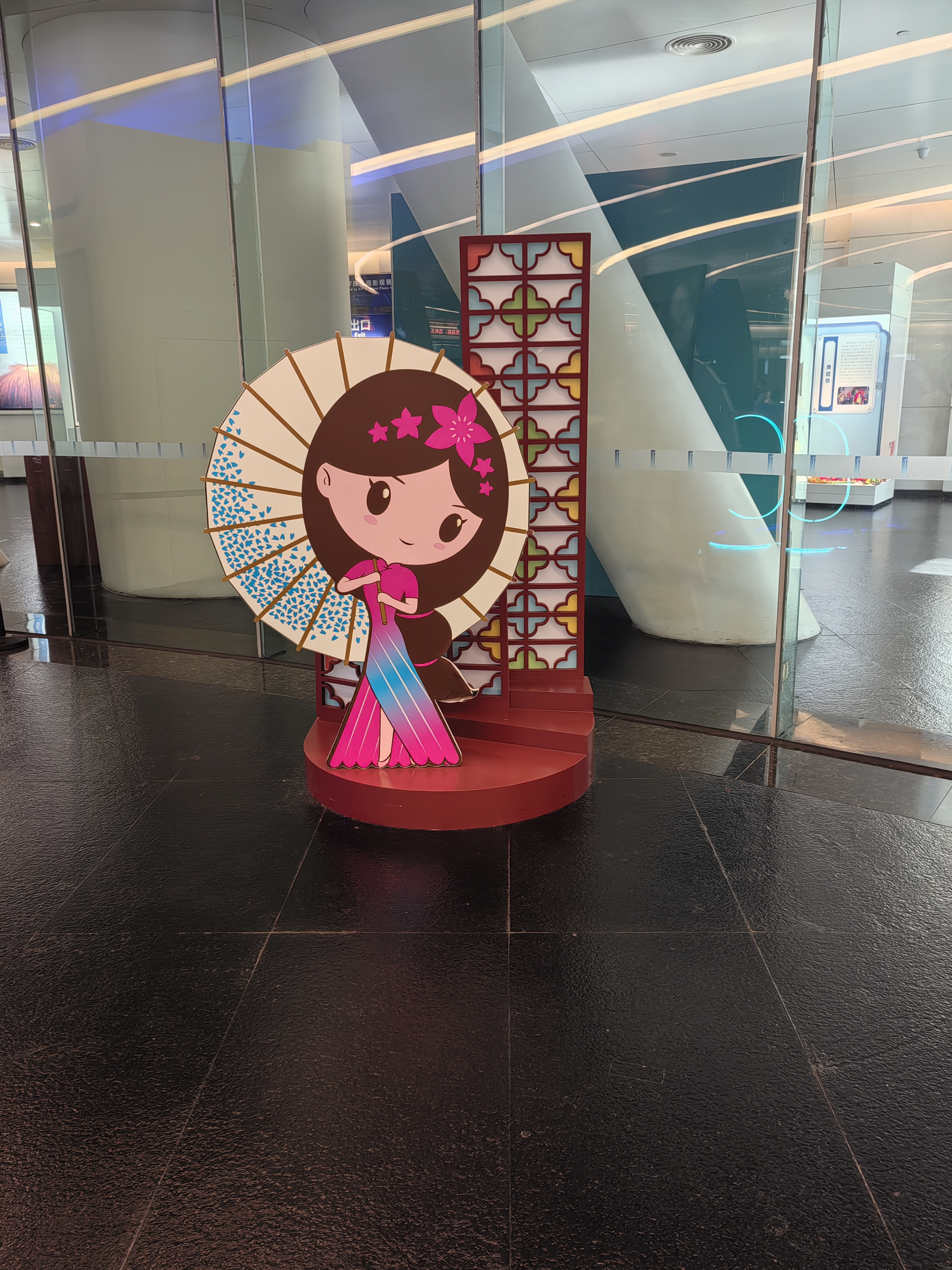
広州塔のマスコットである「小蛮腰」（しょうばんよう）は広州塔の別称から命名された

かつての中国語名は、繁体字表記と簡体字表記（丸括弧内）。「広州テレビ・観光塔（廣州電視觀光塔、广州电视观光塔）」のほか、「海心塔（海心塔）」「廣州電視塔（广州电视塔）」「廣州新電視塔（广州新电视塔）」とも呼ばれた。
2010年9月28日の一般公開に伴い、広州市は正式名称を「広州塔」とすると発表した。 
英語名（事実上の国際通用名）は、Guangzhou TV & Sightseeing Towerであったが、こちらも「Canton Tower」となった。

## 設計
広州市当局と広州テレビ局（en）は、広州新テレビ塔建築設計コンペで英国アラップ社（en）の設計案を選んだ。この設計案は「広州新情景」をテーマとし、建物は「繊細な腰」をイメージした。
塔の外観（形状）は神戸ポートタワーと同様の鼓状の双曲面構造であり、地上450mの傾斜した楕円形の屋上（54m×42mで階段状）には高さ150mのアンテナマストが立っている。
塔体は二重構造となっており、外側は円形鋼管を溶接して内部にコンクリートを流し込んだコンクリート充填鋼管構造で、向かって左に傾斜した主柱と反対側に傾斜した支柱およびリングによるメッシュ構造となっている。内側（コア）は鉄筋コンクリート構造でエレベーター等を収容した楕円形（18.6m×15.6m）の柱状である。

## 特徴
塔内部の１階から屋上までのフロアは5つのブロック（Aゾーン - Eゾーンと呼ぶ）に分かれており、テレビ・ラジオ等の放送・通信施設や展望台だけでなく、展示場、会議室、ホテル、回転レストラン、立体映画館、ゲームセンター、各種店舗、庭園や空中回廊（CとDのゾーン間を結ぶコアの外側にある屋外螺旋階段）等、多くの施設を収容している。ゾーンごとに50元、100元、150元と入場料が異なる。
広州塔には大型遊戯物も設置されており、傾斜した屋上の楕円のふち（柱上）に、球形の乗り物（直径3．2m、定員4- 6人）16台がレール上をゆっくり周回する「Pod ride」が登場、世界一高い観覧車となった。。また2012年1月18日には、展望台屋上より突き出したマスト部分にレールを付け、世界一高い場所にあるフリーフォール、「速降座椅」がオープンした。この他オープン時期は未定だが、バンジージャンプを行う計画もある。

## 高さ
- 広州塔の高さ（全高、尖塔高）は600.0m。
- 内訳
  - 本体…454.0m
  - 屋上（アンテナの基部）…450m
  - 尖塔長（アンテナマストの長さ）…150m
  - 展望台…433.2m
  - 屋外展望台…488m

アンテナマストの上部（重量628 t）92mをジャッキアップし、2009年4月23日に610.0mの高さに到達した（式典は5月5日に実施）。
しかし、航空機の安全を確保するため、2010年6月にアンテナを10ｍ下げて、最終的な塔の高さは600ｍとなった。
これは中国で一番高い電波塔であり、東京スカイツリーに次ぎ世界で2番目に高い。
2009年の完成時点で建築物（アメリカ合衆国等にあるアンテナマスト［支線型鉄塔］を除く）としてブルジュ・ハリーファ（全高828m）に次ぐ高さ世界第2位であった。その後、アブラージュ・アル・ベイト・タワーズ（全高601m）と上海中心（全高632m）、
平安国際金融中心（全高600m）と
東京スカイツリー（全高634m）の完成によって第6位となっている（2020年6月現在）。